# Хотел Трансилванија 2
Хотел Трансилванија 2 (енгл. Hotel Transylvania 2) америчка је 3Д рачунарски-анимирана филмска комедија из 2015. године, која је уједино и други део Хотел Трансилванија франшизе и наставак филма Хотел Трансилванија, из 2012. године. Као и у првом делу, филм је режирао Џенди Тартаковски, а сценарио написао Роберт Смигел, заједно са Адамом Сандлером, који се није појавио у првом делу. Филм је снимљен у продукцији Сони пикчерс анимејшона, док је анимацију радио Сони пикчерс имиџворкс, уз додатно финансирање које је обезбедио ЛСтар капитол.
Хотел Трансилванија 2 приказује догађаје који су се догодили 7 година након радње првог филма, са хотелом који је сада отворен за људске госте. Мејвис и Џони добијају сина по имену Денис, чији недостатак било каквих вампирских способности брине његов деду, Дракулу. Када Мејвис и Џон крећу у посету Џоновим родитељима, Дракула зове своје пријатеље да му помогну да Дениса учине вампиром. Убрзо се ствари преокрећу наопако када Дракулин старомодни отац који мрзи људе неочекивано посети хотел.
Оригинални гласови из првог филма — Адам Сандлер, Енди Семберг, Селена Гомез, Кевин Џејмс, Стив Бусеми, Дејвид Спејд, Френ Дрешер и Моли Шенон — вратили су се у главној гласовној постави и у другом делу филма, заједно са Киган-Мајклом Кијем који је заменио Сија Ло Грина у улози Мураја. Главној гласовној постави су се у другом делу прикључили Мел Брукс, Ашер Блинкоф, Ник Оферман, Меган Мулали, Дејна Карви и Роб Ригл. Филм је објављен 25. септембра 2015. године, од стране Коламбија пикчерса и био је финансијски успешан, зарађујући 473 милиона долара широм света, уз буџет од 80 милиона долара.
Трећи филм, назван Хотел Трансилванија 3: Одмор почиње, објављен је 13. јула 2018. године, док је четврти филм у франшизи, Хотел Трансилванија: Трансформанија, објављен 14. јануара 2022. године.

## Улоге
| Лик                      | Оригинални глас             | Српски глас              |
| ------------------------ | --------------------------- | ------------------------ |
| Гроф Влад Тепуш III      | Адам Сандлер                | Драган Мићановић         |
| Џонатан Логран           | Енди Семберг                | Александар Радојичић     |
| Мејвис Дракула Логран    | Селена Гомез                | Ива Манојловић           |
| Денисoвич Логран         | Ашер Блинкоф и Сани Сандлер | Снежана Јеремић Нешковић |
| Виктор Франкенштајн      | Кевин Џејмс                 | Небојша Миловановић      |
| Вејн Вајрвулф            | Стив Бусеми                 | Марко Марковић           |
| Рудолф „Инвисибл” Грифин | Дејвид Спејд                | Марко Марковић           |
| Мари Мами                | Киган-Мајкл Ки              | Скај Виклер              |
| Гроф Влад Тепуш II       | Мел Брукс                   | Предраг Ејдус            |
| Јунис Франкенштајн       | Френ Дрешер                 | Наташа Марковић          |
| Ванда Вајрвулф           | Моли Шенон                  | Јелена Стојиљковић       |
| Мајкл Логран             | Ник Оферман                 | Лако Николић             |
| Линда Логран             | Меган Мулали                | Сања Петровић            |
| Дејна Карви              | сам себе                    | Жика Миленковић          |
| Бела „Самуел” Фангирс    | Роб Ригл                    | Марко Марковић           |
| Фантом из Опере          | Џон Ловиц                   |                          |